# Liogalathea
Liogalathea is een geslacht van kreeftachtigen uit de klasse van de Malacostraca (hogere kreeftachtigen).

## Soort
- Liogalathea laevirostris (Balss, 1913)

## Synoniem
- Leiogalathea laevirostris (Balss, 1913)